# Edward Luckhoo
Sir Edward Victor Luckhoo ou Edward Luckhoo, né le 24 mai 1912 à New Amsterdam et mort le 3 mars 1998 à Ossett, est un homme politique guyanien. Il est le dernier gouverneur général du Guyana de 1969 à 1970 ainsi que le premier chef d'État par intérim de la république du Guyana.